# Swietłana Lipatowa
Swietłana Aleksandrowna Lipatowa (ros. Светлана Александровна Липатова; ur. 19 lutego 1993) – rosyjska zapaśniczka walcząca w stylu wolnym. Zajęła piąte miejsce na mistrzostwach świata w 2018 i 2024. 
Srebrna medalistka mistrzostw Europy w 2019 i brązowa w 2018. Wicemistrzyni igrzysk europejskich w 2015. Wygrała indywidualny Puchar Świata w 2020. Druga w Pucharze Świata w 2014. Trzecia na akademickich mistrzostwach świata w 2016. 
Brązowa medalistka igrzysk młodzieży w 2010. Druga na ME U-23 w 2015. Mistrzyni świata i Europy juniorów w 2013. Mistrzyni Rosji w 2015 i 2019, srebro w 2011, 2014, 2020, 2022 i 2023, brązowy medal w 2016, 2018 i 2021 roku.